# Julius Schiller

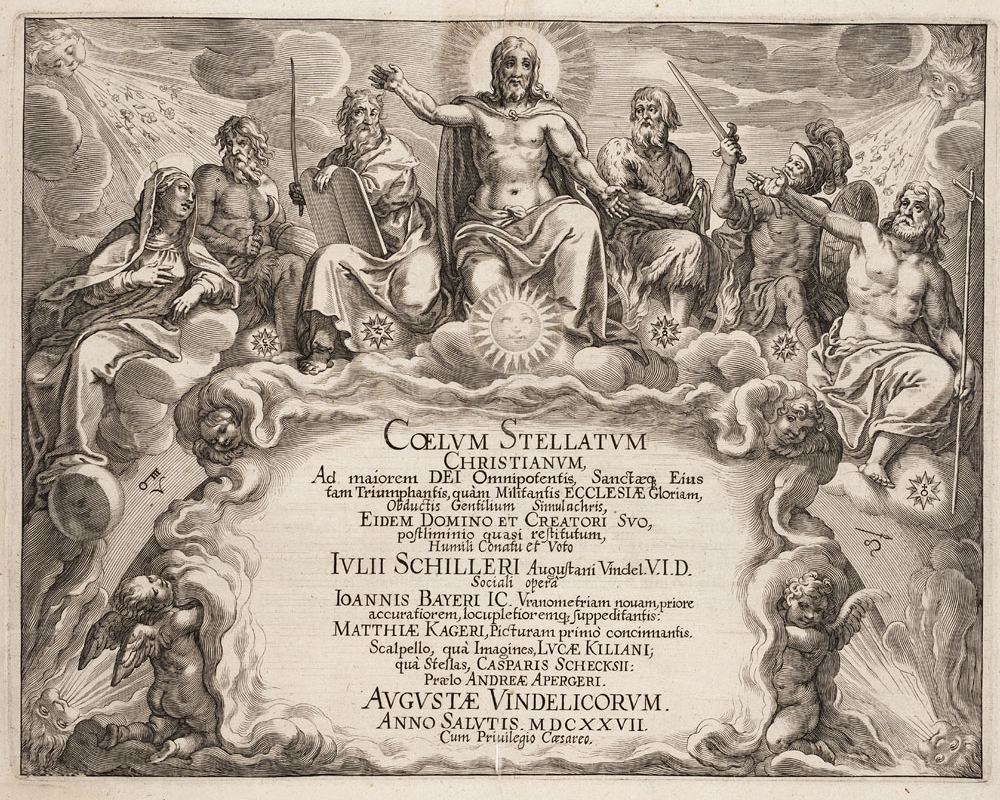
Titulní strana Coelum Stellarum Christianum

Julius Schiller (datum narození není známo – 25. června 1627) byl německý astronom a mnich z Augsburgu, jenž stejně jako jeho krajan Johann Bayer vydal hvězdný atlas. Je autorem díla Coelum Stellarum Christianum (ve volném překladu Křesťanský atlas nebe), které publikoval s Bayerovou pomocí. Nahradil v něm tradiční souhvězdí biblickými postavami a křesťanskými motivy. Atlas byl považován spíše za kuriozitu a nenašel přílišné uplatnění.
Na Měsíci je podle něj pojmenován protáhlý kráter Schiller ležící v jihozápadní oblasti přivrácené polokoule, který je díky svému tvaru rovněž jednou z měsíčních kuriozit (jeho rozměry jsou 179 × 71 km).